# Зады (Иркутская область)
Зады — деревня в Эхирит-Булагатском районе Иркутской области России. Входит в состав Капсальского муниципального образования. Находится примерно в 14 км к западу от районного центра.

## Население
По данным Всероссийской переписи, в 2010 году в деревне проживало 219 человек (102 мужчины и 117 женщин).